# 西藏水資源

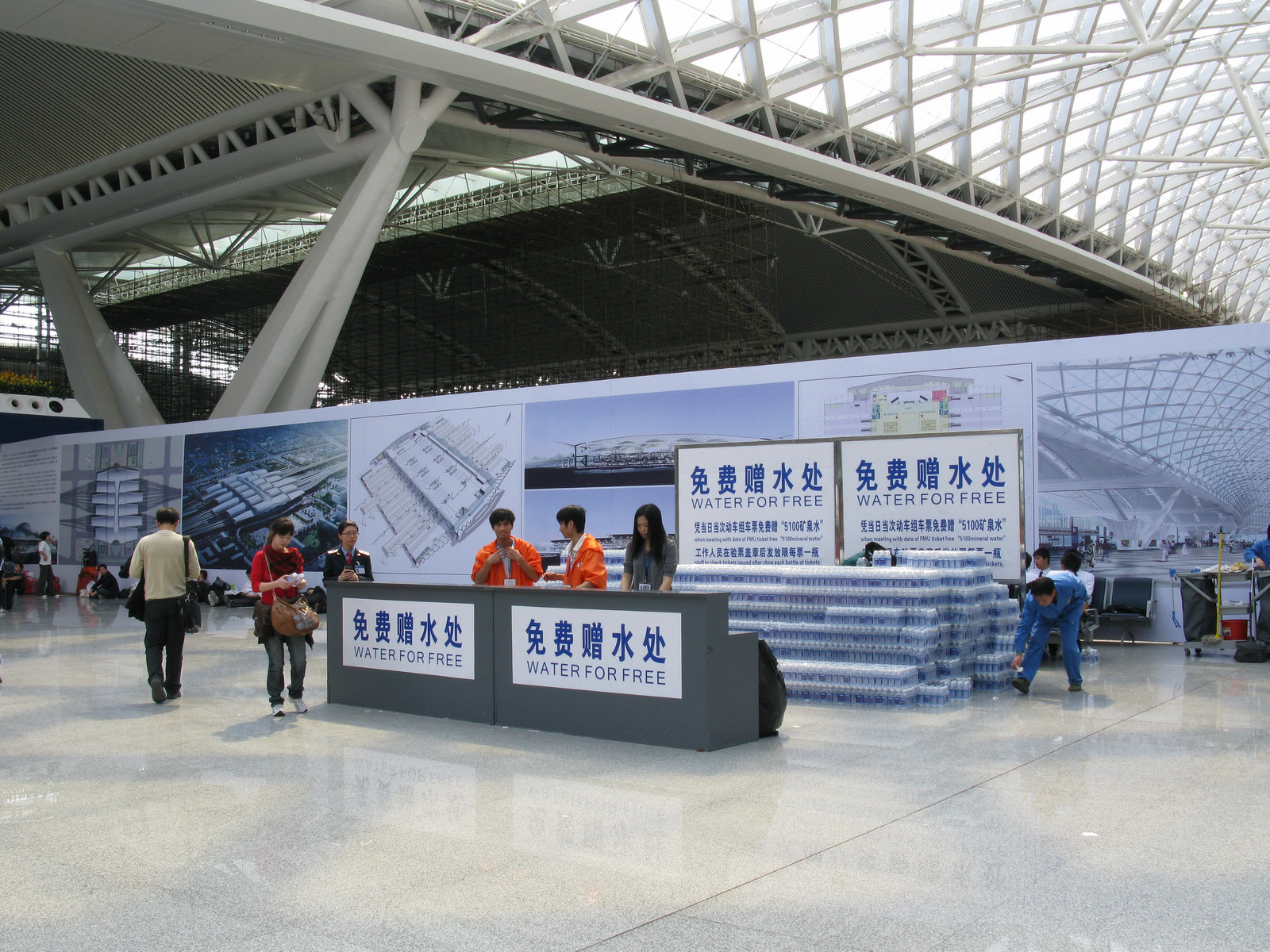
在廣州南站免费发放的 5100 饮用水（2010年）

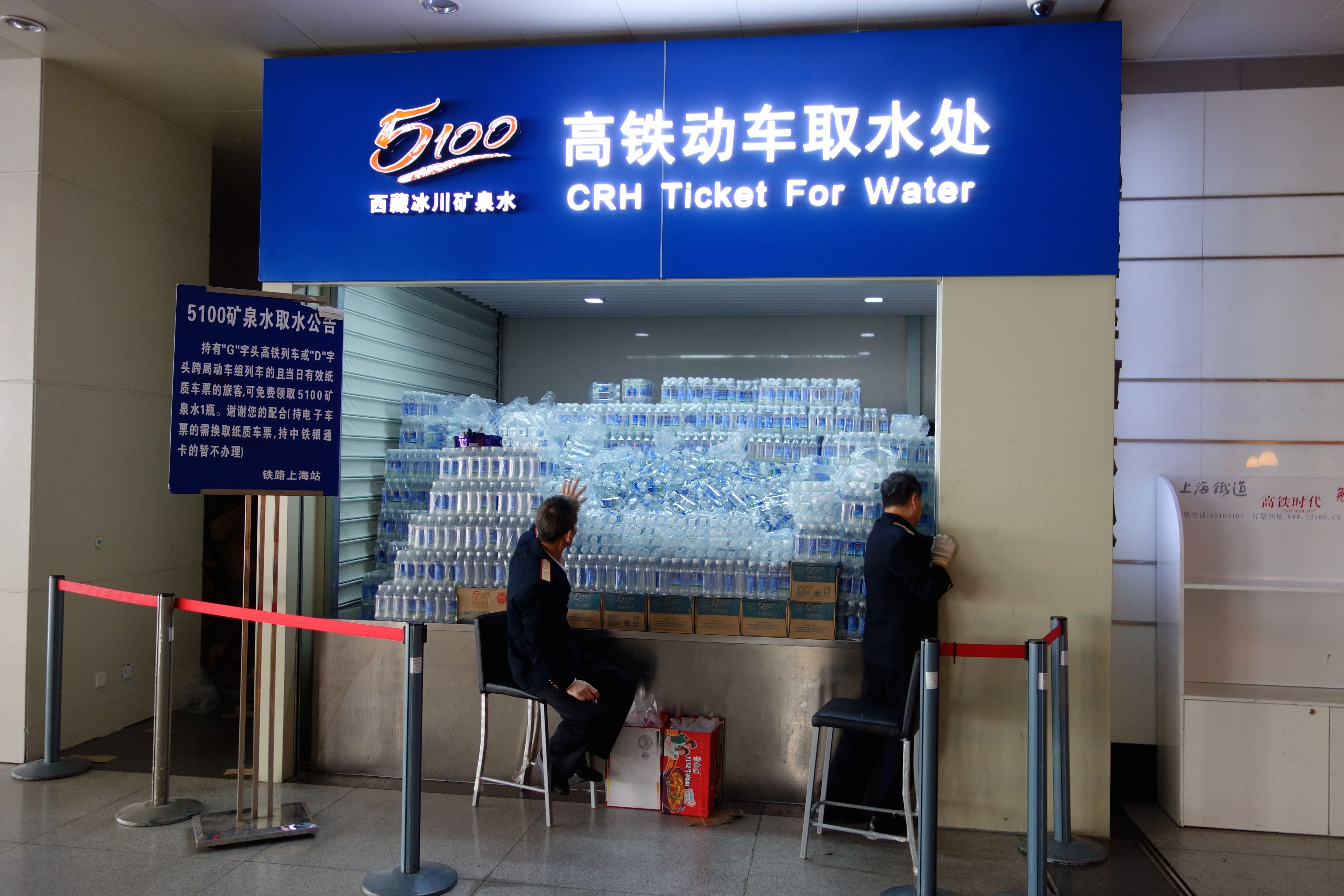
在上海火车站免费发放的 5100 饮用水（2014年）

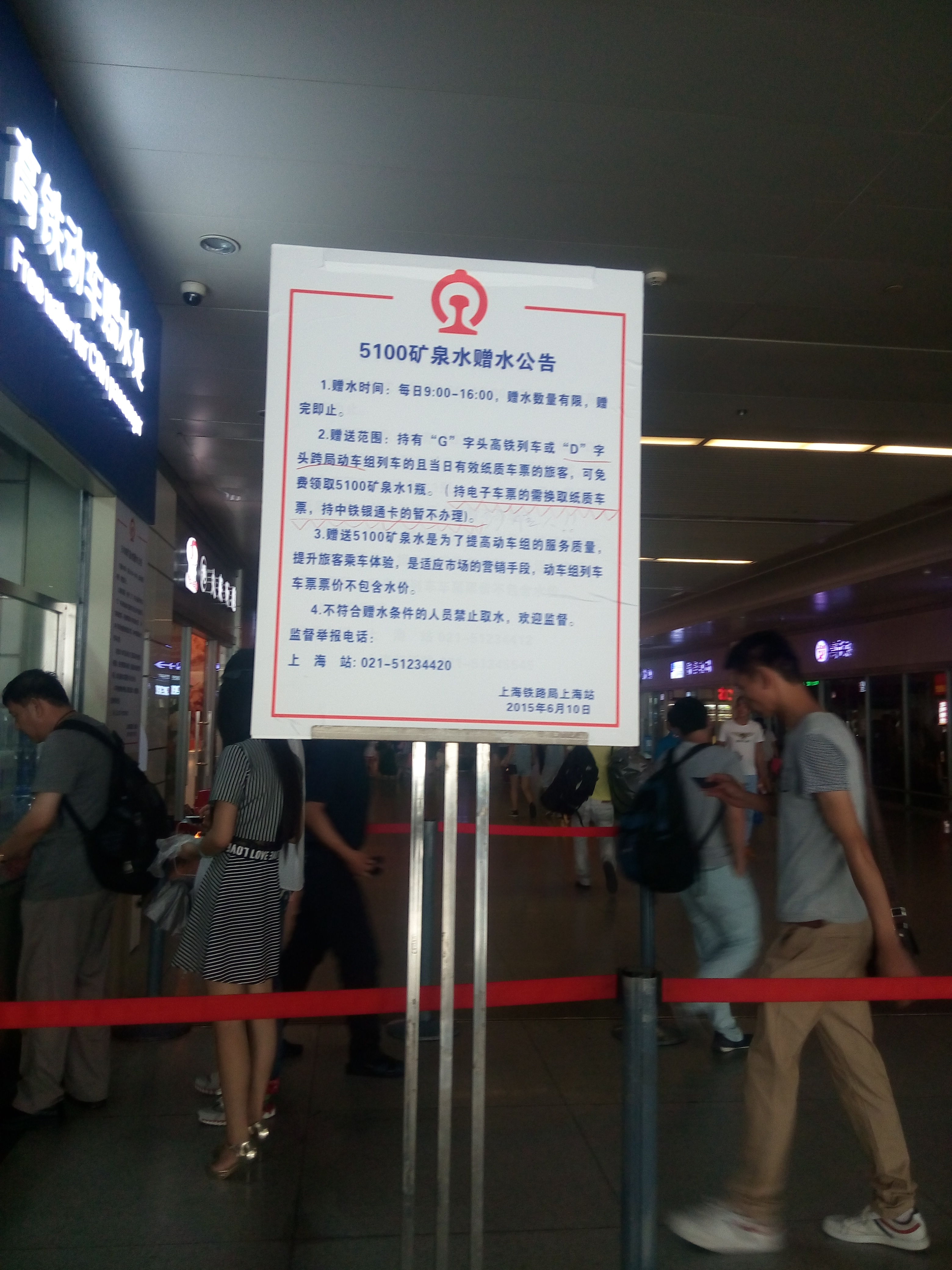
5100水赠送规定

西藏水資源有限公司（港交所：1115，前身為西藏5100水資源控股有限公司）為中國高端瓶裝礦泉水產業的生產商，擁有「5100西藏冰川礦泉水」品牌。该品牌瓶装饮用水曾常见于中国高铁线路沿线火车站免费发放给乘坐动车和高铁的旅客。
「5100西藏冰川礦泉水」來自位於海拔5,100米的冰川山泉，從西藏念青唐古拉山脈附近的水源取水，裝瓶製成冰川礦泉水。「5100西藏冰川礦泉水」中含有豐富的礦物質和微量元素，其含量達到中國新的國家標準及歐盟的天然礦泉水標準。自2007年，其水源獲得中國礦業聯合會天然礦泉水專業委員會認可為「中國優質礦泉水源」之一，是唯一獲認可的西藏水源。西藏5100銷售以機構客戶為主，其中包括鐵路運輸運營商、商業銀行、航空公司、政府機構以及其他公司客戶。
从2008年至2010年，铁道部包销2亿瓶水。
2011年，公司在港股上市，成功集资15亿美元。
2011年，公司收益達人民幣6.33億元，較2010年同期上升76%。錄得毛利率達78.8%。公司旗下經銷商達132個，銷售網點達到4,102個。西藏5100擬將零售管道的佔比擴大，並減少機構客戶的佔比，去年合作夥伴中鐵快運的銷售額於公司總銷售量的佔比已由前一年的81%下降至62%，而今年目標為降至50%以下。至於廣告宣傳開支方面，往年該公司會贊助內地不同的商務會議、「兩會」及如高爾夫球等的體育比賽，未來亦會于目標客戶較為集中的地方增加宣傳，期望宣傳開支不多於收入的5%。該公司現時集中發展北京、上海及廣東等內地高消費品地區發展，2016年開始在香港銷售，未來亦擬透過進入香港的零售管道走向國際市場。
截至2012年12月底，全年錄得純利人民幣4.1億元，升10.1%，派末期息0.06港元。收益人民幣6.82億元，升7.7%。2012年中鐵快運銷售額佔總銷售額的比例為47%，比2011年62%的比例減少了15%，其他機構客戶銷售額佔總銷售額的比例為25%，零售渠道收入佔總收入的比重由2011年的14%上升至2012年的28%。
中国铁路总公司在2015年发布通知：自7月26日起，不再向乘坐动车组列车的旅客免费赠送矿泉水，改由车站、列车提供饮用水。